# رایتسنهاین
رایتسنهاین (به آلمانی: Reitzenhain) یک شهر در آلمان است که در Verbandsgemeinde Loreley واقع شده‌است.